# League of Ireland 2010
Die League of Ireland 2010 war die 90. Spielzeit der höchsten irischen Fußballliga. Sie begann am 5. März 2010 und endete am 29. Oktober 2010. Titelverteidiger war Bohemians Dublin.
Shamrock Rovers gewann zum 16. Mal die Meisterschaft.

## Modus
Die zehn Mannschaften spielten jeweils viermal gegeneinander. Jedes Team absolvierte dabei 36 Saisonspiele. Der Tabellenletzte stieg direkt ab, die Teams auf den Plätzen acht und neun mussten in die Relegation.

## Vereine
| Verein                        | Wappen                        | Stadt    | Stadion          | Kapazität |
| ----------------------------- | ----------------------------- | -------- | ---------------- | --------- |
| Bohemians Dublin              | Bohemians Dublin              | Dublin   | Dalymount Park   | 7.955     |
| Bray Wanderers                | Bray Wanderers                | Bray     | Carlisle Grounds | 3.250     |
| Drogheda United               | Drogheda United               | Drogheda | Hunky Dorys Park | 2.000     |
| Dundalk FC                    | Dundalk FC                    | Dundalk  | Oriel Park       | 6.000     |
| Galway United                 | Galway United                 | Galway   | Terryland Park   | 5.000     |
| Shamrock Rovers               | Shamrock Rovers               | Dublin   | Tallaght Stadium | 5.947     |
| Sligo Rovers                  | Sligo Rovers                  | Sligo    | The Showgrounds  | 5.500     |
| Sporting Fingal               | Sporting Fingal               | Fingal   | Morton Stadium   | 4.000     |
| St Patrick’s Athletic         | St Patrick’s Athletic         | Dublin   | Richmond Park    | 5.340     |
| University College Dublin AFC | University College Dublin AFC | Dublin   | UCD Bowl         | 3.000     |

## Abschlusstabelle
| Pl. | Verein                            | Sp. | S  | U  | N  | Tore    | Diff. | Punkte |
| --- | --------------------------------- | --- | -- | -- | -- | ------- | ----- | ------ |
| 1.  | Shamrock Rovers                   | 36  | 19 | 10 | 7  | 057:340 | +23   | 67     |
| 2.  | Bohemians Dublin (M)              | 36  | 19 | 10 | 7  | 050:290 | +21   | 67     |
| 3.  | Sligo Rovers                      | 36  | 17 | 12 | 7  | 061:360 | +25   | 63     |
| 4.  | Sporting Fingal (P, N)            | 36  | 16 | 14 | 6  | 060:380 | +22   | 62     |
| 5.  | St Patrick’s Athletic             | 36  | 16 | 9  | 11 | 055:330 | +22   | 57     |
| 6.  | Dundalk FC                        | 36  | 14 | 6  | 16 | 046:500 | −4    | 48     |
| 7.  | University College Dublin AFC (N) | 36  | 11 | 8  | 17 | 047:540 | −7    | 41     |
| 8.  | Galway United                     | 36  | 9  | 11 | 16 | 038:590 | −21   | 38     |
| 9.  | Bray Wanderers                    | 36  | 6  | 9  | 21 | 035:720 | −37   | 27     |
| 10. | Drogheda United                   | 36  | 4  | 9  | 23 | 030:740 | −44   | 21     |

Platzierungskriterien: 1. Punkte – 2. Tordifferenz – 3. geschossene Tore

| (M) | Amtierender irischer Meister         |
| (P) | Amtierender irischer Pokalsieger     |
| (N) | Neuaufsteiger aus der First Division |

## Kreuztabelle
| Hinrunde (Runden 1–18) | Hinrunde (Runden 1–18) | Hinrunde (Runden 1–18) | Hinrunde (Runden 1–18) | Hinrunde (Runden 1–18) | Hinrunde (Runden 1–18) | Hinrunde (Runden 1–18) | Hinrunde (Runden 1–18) | Hinrunde (Runden 1–18) | Hinrunde (Runden 1–18)        | 2010                  | Rückrunde (Runden 19–36) | Rückrunde (Runden 19–36) | Rückrunde (Runden 19–36) | Rückrunde (Runden 19–36) | Rückrunde (Runden 19–36) | Rückrunde (Runden 19–36) | Rückrunde (Runden 19–36) | Rückrunde (Runden 19–36) | Rückrunde (Runden 19–36) | Rückrunde (Runden 19–36)      |
| ---------------------- | ---------------------- | ---------------------- | ---------------------- | ---------------------- | ---------------------- | ---------------------- | ---------------------- | ---------------------- | ----------------------------- | --------------------- | ------------------------ | ------------------------ | ------------------------ | ------------------------ | ------------------------ | ------------------------ | ------------------------ | ------------------------ | ------------------------ | ----------------------------- |
| Bohemians Dublin       | Bray Wanderers         | Drogheda United        | Dundalk FC             | Galway United          | Shamrock Rovers        | Sligo Rovers           | Sporting Fingal        | St Patrick’s Athletic  | University College Dublin AFC | Verein                | Bohemians Dublin         | Bray Wanderers           | Drogheda United          | Dundalk FC               | Galway United            | Shamrock Rovers          | Sligo Rovers             | Sporting Fingal          | St Patrick’s Athletic    | University College Dublin AFC |
|                        | 2:0                    | 1:0                    | 3:0                    | 2:3                    | 0:0                    | 0:0                    | 1:0                    | 1:1                    | 0:0                           | Bohemians Dublin      |                          | 0:0                      | 2:0                      | 3:1                      | 0:2                      | 1:0                      | 2:0                      | 1:1                      | 1:1                      | 3:1                           |
| 0:2                    |                        | 2:2                    | 0:1                    | 0:2                    | 0:0                    | 2:3                    | 1:3                    | 0:4                    | 0:6                           | Shamrock Rovers       | 0:3                      |                          | 1:1                      | 2:0                      | 4:0                      | 2:2                      | 1:3                      | 0:3                      | 3:2                      | 2:2                           |
| 2:4                    | 0:0                    |                        | 1:3                    | 0:1                    | 0:2                    | 2:2                    | 1:1                    | 2:1                    | 0:3                           | Cork City             | 0:1                      | 0:2                      |                          | 1:3                      | 3:3                      | 0:2                      | 2:3                      | 0:4                      | 0:3                      | 1:0                           |
| 1:0                    | 2:3                    | 2:2                    |                        | 0:0                    | 2:1                    | 1:0                    | 1:2                    | 0:0                    | 3:0                           | Derry City            | 1:2                      | 0:2                      | 2:1                      |                          | 3:0                      | 5:1                      | 2:4                      | 0:2                      | 0:3                      | 1:1                           |
| 2:2                    | 2:1                    | 3:1                    | 0:1                    |                        | 0:1                    | 0:0                    | 2:2                    | 0:2                    | 2:2                           | Dundalk FC            | 3:2                      | 2:2                      | 2:1                      | 1:1                      |                          | 0:1                      | 2:2                      | 0:1                      | 1:1                      | 1:4                           |
| 1:0                    | 1:0                    | 1:1                    | 0:2                    | 2:0                    |                        | 1:1                    | 1:1                    | 0:2                    | 0:0                           | Sligo Rovers          | 3:0                      | 4:1                      | 2:0                      | 4:0                      | 3:0                      |                          | 1:0                      | 1:2                      | 2:1                      | 4:1                           |
| 1:2                    | 5:1                    | 6:0                    | 2:2                    | 1:0                    | 1:1                    |                        | 0:1                    | 0:0                    | 2:1                           | St Patrick’s Athletic | 1:1                      | 2:1                      | 2:1                      | 1:0                      | 3:0                      | 1:2                      |                          | 4:3                      | 1:0                      | 4:0                           |
| 0:2                    | 1:0                    | 4:1                    | 2:1                    | 2:0                    | 1:1                    | 1:1                    |                        | 2:3                    | 1:2                           | Galway United         | 0:0                      | 2:2                      | 1:2                      | 1:0                      | 3:1                      | 3:3                      | 1:1                      |                          | 2:2                      | 4:1                           |
| 3:1                    | 3:0                    | 0:1                    | 1:0                    | 2:0                    | 1:2                    | 1:0                    | 0:0                    |                        | 3:0                           | Drogheda United       | 0:1                      | 2:0                      | 2:0                      | 1:2                      | 4:2                      | 1:3                      | 0:0                      | 1:1                      |                          | 2:1                           |
| 1:2                    | 1:0                    | 2:0                    | 3:1                    | 0:0                    | 1:2                    | 0:2                    | 0:0                    | 1:0                    |                               | Bray Wanderers        | 0:2                      | 4:0                      | 1:1                      | 0:2                      | 0:1                      | 3:2                      | 1:2                      | 1:2                      | 3:2                      |                               |

## Relegation
Zunächst spielten der Achte gegen den Neunten. Der Sieger blieb erstklassig. Der Verlierer spielte anschließend gegen den Playoff Sieger der First Division.

### Halbfinale
Gespielt wurde am 2. November 2010.
|               | Ergebnis |                |
| ------------- | -------- | -------------- |
| Galway United | 1:0      | Bray Wanderers |

### Finale
Gespielt wurde am 5. und 8. November 2010. Beide Teams verblieben in ihrer Spielklasse.
|                 | Gesamt          |                | Hinspiel | Rückspiel |
| --------------- | --------------- | -------------- | -------- | --------- |
| Monaghan United | 1:1 (7:6 i. E.) | Bray Wanderers | 0:0      | 1:1       |